# Gołdap
Gołdap là một thị trấn thuộc huyện Gołdapski, tỉnh Warmińsko-Mazurskie ở đông-bắc Ba Lan. Thị trấn có diện tích 17 km². Đến ngày 1 tháng 1 năm 2011, dân số của thị trấn là 13401 người và mật độ 779 người/km².